# Foolish Behaviour
Foolish Behaviour é o décimo álbum de estúdio do cantor Rod Stewart, lançado a 21 de Novembro de 1980.

## Faixas
Todas as faixas por Rod Stewart, Phil Chen, Kevin Savigar, Jim Cregan e Gary Grainger, exceto onde anotado.
1. "Better off Dead" (Stewart, Chen, Savigar, Carmine Appice) – 3:07
2. "Passion" – 5:32
3. "Foolish Behaviour" – 4:24
4. "So Soon We Change" – 3:44
5. "Oh God, I Wish I Was Home Tonight" – 5:02
6. "Gi’ Me Wings" – 3:47
7. "My Girl" (Stewart, Chen, Savigar, Cregan, Grainger, Appice) – 4:27
8. "She Won’t Dance with Me" (Stewart, Ben) – 2:30
9. "Somebody Special" (Stewart, Chen, Savigar, Cregan, Harley) – 4:29
10. "Say It Ain’t True" – 4:02
11. "I Just Wanna Make Love to You" (Ao vivo) (Willie Dixon)

## Paradas
| Paradas (1980) | Posição |
| -------------- | ------- |
| Billboard 200  | 12      |

## Créditos
- Rod Stewart – Vocal, harmónica
- Jim Cregan, Gary Grainger, Billy Peek – Guitarra
- Phil Chen, Tom Bogart, James Haslip – Baixo
- Carmine Appice, Colin Allen, Roger Bethelmy – Bateria
- Kevin Savigar, John Jarvis – Teclados
- Paulinho Da Costa – Percussão
- Phil Kenzie, Earl Price, James Gordon – Saxofone
- Billy Lamb, Jim Price – Trombone
- Lee Thornburg – Trompete
- Sid Page – Violino
- Susan Grindell, Valerie Carter, Tony Brock, The Rod Stewart Group – Vocal de apoio